# Ginuwine

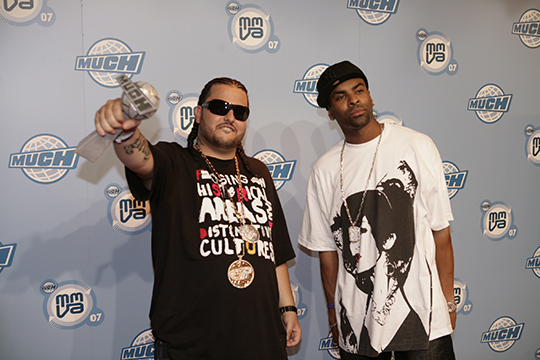
Ginuwine (till höger) vid MuchMusic Video Awards 2007

Ginuwine, född Elgin Baylor Lumpkin 15 oktober 1970 i Washington, DC USA, är en amerikansk R&B-sångare och skådespelare. Han har kontrakt med Epic Records sedan mitten av 1990-talet. Ginuwine har släppt flera album och singlar som har sålt platina.

## Diskografi

### Album
- 1996: Ginuwine...The Bachelor (2x Platina)
- 1999: 100% Ginuwine (2x Platina)
- 2001: The Life (Platina)
- 2003: The Senior (Platina)
- 2005: Back II Da Basics
- 2007: I Apologize

### Singlar
| är                               | Title                                               | Listplaceringar | Listplaceringar | Listplaceringar | Album                          |
| är                               | Title                                               | US HoT 100      | US R&B          | R Top 40        | Album                          |
| -------------------------------- | --------------------------------------------------- | --------------- | --------------- | --------------- | ------------------------------ |
| 1996                             | "Pony"                                              | #6              | #1              | #4              | Ginuwine...The Bachelor        |
| 1997                             | "Tell Me Do U Wanna"                                | -               | -               | #10             | Ginuwine...The Bachelor        |
| 1997                             | "When Doves Cry"                                    | -               | -               | #16             | Ginuwine...The Bachelor        |
| 1997                             | "I'll Do Anything/I'm Sorry"                        | -               | -               | -               | Ginuwine...The Bachelor        |
| 1998                             | "Only When Ur Lonely"                               | -               | -               | -               | Ginuwine...The Bachelor        |
| 1998                             | "Holler" ¹                                          | -               | -               | -               | Ginuwine...The Bachelor        |
| 1998                             | "Same Ol' G"                                        | -               | -               | #12             | Dr. Dolittle [Soundtrack]      |
| 1999                             | "What's So Different"                               | #49             | #21             | #3              | 100% Ginuwine                  |
| 1999                             | "So Anxious"                                        | #16             | #2              | #6              | 100% Ginuwine                  |
| 1999                             | "None of Ur Friends Business"                       | #48             | #7              | -               | 100% Ginuwine                  |
| 1999                             | "The Best Man I Can Be" (with Case, Tyrese, & R.L.) | #77             | #20             | -               | The Best Man [Soundtrack]      |
| 2001                             | "There It Is"                                       | #66             | #18             | -               | The Life                       |
| 2001                             | "Differences"                                       | #4              | #1              | #2              | The Life                       |
| 2001                             | "Just Because" ¹                                    | -               | -               | -               | The Life                       |
| 2002                             | "Tribute To A Woman"                                | -               | #61             | -               | The Life                       |
| 2002                             | "Stingy"                                            | #33             | #7              | -               | Barbershop [Soundtrack]        |
| 2003                             | "Hell Yeah" (featuring Baby)                        | #17             | #16             | #5              | The Senior                     |
| 2003                             | "In Those Jeans"                                    | #8              | #3              | #5              | The Senior                     |
| 2003                             | "Love You More"                                     | #78             | #28             | -               | The Senior                     |
| 2005                             | "When We Make Love"                                 | -               | #51             | -               | Back II Da Basics              |
| 2006                             | "I'm In Love"                                       | -               | #69             | -               | Back II Da Basics              |
| 2006                             | "Candy Store"                                       | -               | -               | -               | Back II Da Basics [Re-Release] |
| Noteringar: 1. Inte släppt i USA |                                                     |                 |                 |                 |                                |

## Filmografi
- 2002: Juwanna Man
- 2003: Honey

## TV
- 1998: Martial Law ... som Zeke Davis
- 2000: Moesha ... som Khalib
- 2003: Platinum ... som Hoody Rob
- 2004: Half & Half ... som R.J. Jack